# Herbert Kasten

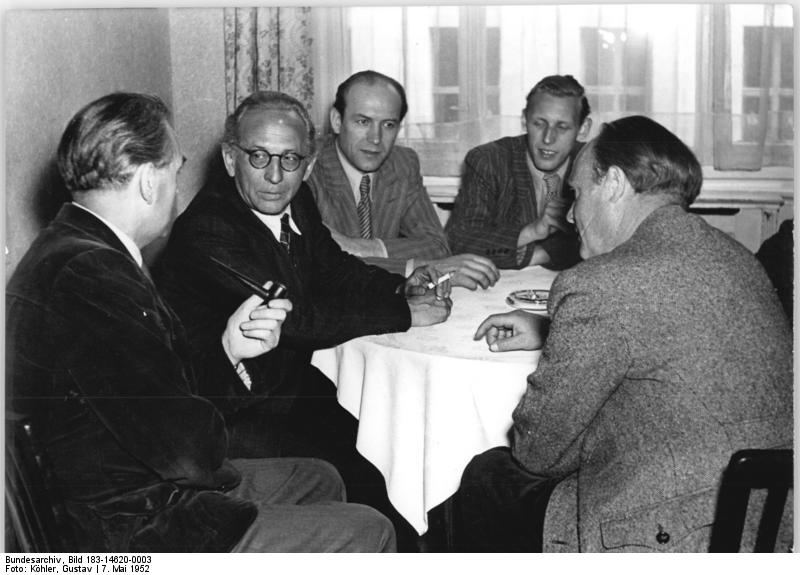
Herbert Kasten (3. von links)
am 7. Mai 1952 in Ostberlin

Herbert Albert Wilhelm Kasten (* 23. Februar 1913 in Stralsund; † 9. September 1976 in Hannover) war ein deutscher Schriftsteller.

## Leben
Herbert Kasten war Sohn eines Eisenbahnbeamten. Er besuchte die Volks- und Mittelschule und wurde Volontär bei einer Zeitung. 1932 ging er nach Bremen und holte dort das Abitur nach. Anschließend studierte er an der Verwaltungsakademie Berlin. Nach dem Krieg und seiner Entlassung aus französischer Kriegsgefangenschaft im Jahr 1947 kehrte er 1948 in seine Heimatstadt Stralsund zurück.
Er wurde Mitglied der Sozialistischen Einheitspartei Deutschlands (SED).
Herbert Kasten war verantwortlich für die literarische Gestaltung des Festprogramms zur Eröffnung der Ostseewoche 1959 in Stralsund. Diese und sein 1958 veröffentlichter Roman über den Stralsunder Ratsherrn Karsten Sarnow waren im Zusammenhang mit einer Rede Karl Mewis’ am 28. Juni 1959 auf dem Alten Markt in Stralsund Anlass zu einer Kampagne der SED gegen Herbert Kasten. In der Ostsee-Zeitung wurden Mewis’ Rede und in der Folge bestellte Diskussionsbeiträge veröffentlicht, der Kulturbund der DDR beschäftigte sich intensiv mit der Bewertung Sarnows durch Herbert Kasten. Am 30. Oktober 1959 fuhr Herbert Kasten nach West-Berlin; er kehrte auf Drängen der SED und des Schriftstellerverbandes sowie auf Bitten seiner Tochter kurzzeitig zurück in die Deutsche Demokratische Republik (DDR); am 12. November 1959 wurde er in das Schriftstellererholungsheim am Schwielowsee gebracht. Nach drei Wochen Aufenthalt verließ er letztlich im Dezember 1959 endgültig die DDR.

## Werke
- Der Bauer und der Spielmann (1951), Bühnenmärchen
- Der Darß, Urwaldland zwischen Meer und Bodden (1952), Heimatbuch
- Logger ahoi (1953), Reisebericht
- Lockende See (1955), Reisebericht
- Silber des Meeres (1955), Roman
- Menschen im Seewind (1956), Roman
- Windstärke 9 (1956), Singspiel
- Karsten Sarnow, Verlag Neues Leben, Berlin 1958